# 六分儀座57
六分儀座57，又名BD-19 5631，HD 187739、SAO 163060、HR 7561，是六分儀座的一颗恒星，视星等为5.92，位于銀經21.92，銀緯-21.67，其B1900.0坐标为赤經19h 46m 23.3s，赤緯-19° -21.67′ 56″。